# Rychnov u Jablonce nad Nisou
Rychnov u Jablonce nad Nisou é uma cidade checa localizada na região de Liberec, distrito de Jablonec nad Nisou.